# 粉嶺南 (選區)
粉嶺南（英語：Fanling South，代號N07）是香港北區區議會下轄的選區，現有粉嶺南選區屬第二代，2015年設立，2023年取消，末任區議員為北區連線成員張正皓。

## 範圍
粉嶺南選區位於粉嶺公路以南，包括粉嶺公路、掃管埔路、百和路、一鳴路、百和路所包圍的長條地方為主，當中吉祥街及雞嶺一帶與上水較為接近，使本區實際橫跨上水及粉嶺；區內以私人屋苑為主，包括碧湖花園、牽晴間、蔚翠花園、欣翠花園、維也納花園及華慧園等。
與其相連的選區有粉嶺市、祥華、皇后山、華都、欣盛、盛福、上水鄉郊以及清河。投票站因應人口分佈而設有兩個，分別位於粉嶺南一鳴路的粉嶺官立中學及雞嶺維翰路田家炳中學。

## 沿革
珼有粉嶺南選區屬第二代，而第一代粉嶺南選區只在1988年區議會選舉出現，當時包括祥華邨至華明邨一帶範圍，設有兩個議席，由親中派張漢忠及鄉事派彭祖耀於六人參選中勝出。1991年區議會選舉祥華邨、華明邨以一邨一區形式，改劃為祥華、華明兩個單議席選區。然而無論在第一、二代粉嶺南選區設立時，都未有相應的粉嶺北選區（兩代粉嶺南選區正北部分則是以聯和墟為中心的傳統墟市，並非指位處更北，在2020年代發展的粉嶺北發展區）。
2011年區議會選舉，粉嶺南選區範圍的屋苑分散在清河、盛福、欣盛以及粉嶺市選區內，横跨上水及粉嶺南部。2015年區議會選舉，因應清河及粉嶺市選區人口超出上限而重劃選區，將原屬清河選區的雞嶺及裕泰路一帶範圍、盛福選區吉祥街一帶範圍、欣盛選區內的蓬瀛仙館及蝴蝶山、粉嶺市選區內的牽晴間、碧湖花園編配至新選區，名為粉嶺南。最終由身兼牽晴間業主委員會主席及蓬瀛仙館行政總裁的何樹光取得1,824票，擊敗新思維成員黃成智的992票當選。
2019年區議會選舉，議席分別由何樹光、北區連線所支持的散文集「我的你的紅的」作者兼的士司機張正皓、以及曾加入新思維的前沙田區議員李立航競逐。最終張獲得2,735票，並以約二百多票差距，險勝何的2,507票成功奪得議席，而李則獲得668票。2021年7月，因應政府計劃追討協助民主派初選區議員的酬金津貼傳聞所帶動的區議員辭職潮中，張氏辭去區議員職務。

## 歷屆議員
| 屆別                  | 議員   | 政治聯繫 | 政治聯繫  |
| --------------------- | ------ | -------- | --------- |
| 2016年－2019年        | 何樹光 |          | 新 新社聯 |
| 2020年－2021年7月9日  | 張正皓 |          | 北區連線  |
| 2021年7月10日－2023年 | 懸空   | 懸空     | 懸空      |

## 歷屆選舉結果
| 政党   | 政党         | 候选人    | 票数  | %     | ±      |
| ------ | ------------ | --------- | ----- | ----- | ------ |
|        | 獨立民主派   | ①. 李立航 | 668   | 11.30 | 不適用 |
|        | 新界社團聯會 | ②. 何樹光 | 2,507 | 42.42 | -22.35 |
|        | 北區連線     | ③. 張正皓 | 2,735 | 46.28 | 不適用 |
| 多数票 | 多数票       | 多数票    | 228   | 3.86  | -25.69 |

| 政党   | 政党         | 候选人    | 票数  | %     | ±      |
| ------ | ------------ | --------- | ----- | ----- | ------ |
|        | 新界社團聯會 | ①. 何樹光 | 1,824 | 64.77 | 新選區 |
|        | 新思維       | ②. 黃成智 | 992   | 35.23 | 新選區 |
| 多数票 | 多数票       | 多数票    | 832   | 29.55 | 新選區 |

| 政党   | 政党         | 候选人 | 票数  | %     | ±      |
| ------ | ------------ | ------ | ----- | ----- | ------ |
|        | 新界社團聯會 | 張漢忠 | 2,206 | 33.46 | 新選區 |
|        | 新界原居民   | 彭祖耀 | 1,522 | 23.09 | 新選區 |
|        | 匯點         | 梁玉祥 | 1,190 | 18.05 | 新選區 |
|        | 匯點         | 黃靜嫺 | 1,165 | 17.67 | 新選區 |
|        | 無黨派       | 孔裕盛 | 313   | 4.75  | 新選區 |
|        | 無黨派       | 蔡樂強 | 197   | 2.99  | 新選區 |
| 多数票 | 多数票       | 多数票 | 332   | 5.04  | 新選區 |